# Sant Genís de Miralles
Sant Genís de Miralles és una església romànica de Cercs, d'ubicació desconeguda, dedicada a sant Genís.
Era una de les esglésies que l'any 983 eren regides pels set clergues del Monestir de Sant Llorenç prop Bagà, al Berguedà, segons mostra el primer dels documents que s'ha localitzat sobre aquesta església.